# Taxadiene 5alfa-idrossilasi
La taxadiene 5alfa-idrossilasi è un enzima appartenente alla classe delle ossidoreduttasi, che catalizza la seguente reazione:
taxa-4,11-diene + AH2 + O2 ⇄ taxa-4(20),11-dien-5α-olo + A + H2O
Richiede P-450. La reazione include il riarrangiamento del doppio legame 4(5) a 4(20), possibilmente mediante ossidazione allilica.